# Kim Ki-eung
Kim Ki-eung (koreanisch 김기응; * 14. August 1990 in Miryang) ist ein südkoreanischer Badmintonspieler.

## Karriere
Kim Ki-eung gewann bei der Badminton-Juniorenweltmeisterschaft 2008 Bronze im Herrendoppel mit Kim Dae-eun. Bei den Osaka International 2009 wurden beide Neunte. Mit seinem Zwillingsbruder Kim Gi-jung wurde er bei der Korea International Challenge 2007 Fünfter und ein Jahr später dort Neunter. Bei den German Juniors 2009 wurde das Bruderpaar Dritter.

## Sportliche Erfolge
| Saison | Veranstaltung                 | Disziplin    | Platz | Name                      |
| ------ | ----------------------------- | ------------ | ----- | ------------------------- |
| 2007   | Korea International           | Herrendoppel | 5     | Kim Ki-eung / Kim Ki-jung |
| 2007   | Junioren-Weltmeisterschaft    | Herrendoppel | 9     | Kim Ki-eung / Kim Ki-jung |
| 2008   | Junioren-Weltmeisterschaft    | Herrendoppel | 3     | Kim Ki-eung / Kim Dae-eun |
| 2008   | Korea International Challenge | Herrendoppel | 9     | Kim Ki-eung / Kim Ki-jung |
| 2008   | Malaysia International        | Mixed        | 9     | Kim Ki-eung / Jang Ye-na  |
| 2009   | Osaka International           | Herrendoppel | 9     | Kim Ki-eung / Kim Dae-eun |
| 2009   | German Juniors                | Herrendoppel | 3     | Kim Ki-eung / Kim Ki-jung |
| 2009   | German Juniors                | Mixed        | 3     | Kim Ki-eung / Lee Se-Rang |